# Boulder Hill
Boulder Hill è un census-designated place (CDP) degli Stati Uniti d'America, situato nello Stato dell'Illinois e in particolare nella contea di Kendall.